# Macraspis festiva
Macraspis festiva är en skalbaggsart som beskrevs av Hermann Burmeister 1844. Macraspis festiva ingår i släktet Macraspis och familjen Rutelidae. Utöver nominatformen finns också underarten M. f. pantochloris.